# Noëlle Grüebler
Noëlle Grüebler (* 11. Dezember 1983 in Zürich) ist eine Schweizer Violinistin.

## Leben
Noëlle Grüebler erhielt im Alter von sechs Jahren ihren ersten Geigenunterricht bei ihrer Grossmutter in Winterthur. Im Alter von 15 Jahren begann sie neben der Kantonsschule ihr Musikstudium in Zürich und Bern und machte zusätzlich erste Violinstudien bei Herbert Scherz am Konservatorium Luzern. Sie studierte bei Nora Chastain an der Musikhochschule Winterthur/Zürich und bei Igor Ozim an der Musikhochschule Bern. Im Alter von 17 Jahren legte sie das Konzertdiplom mit Auszeichnung ab. Nach der Matura setzte sie ihr Musikstudium, erneut bei Igor Ozim, am Mozarteum im österreichischen Salzburg fort, wo sie im Januar 2006 das Magisterdiplom mit Auszeichnung erhielt.
Grüebler besuchte Meisterkurse bei namhaften Künstlern wie Zakhar Bron, Shlomo Mintz oder Ana Chumachenco. Sie ist mehrfache Preisträgerin verschiedener nationaler und internationaler Wettbewerbe und zahlreicher Förderpreise. Als Solistin konzertierte sie mit mehreren renommierten Orchestern wie dem Salzburger Universitätsorchester, dem Zürcher Kammerorchester unter Howard Griffiths in der Tonhalle Zürich, dem Glarner Musikkollegium, den Festival Strings Lucerne unter Rudolf Baumgartner oder den Ungarischen Philharmonikern Győr. Ausser ihrer Tätigkeit als Solistin widmet sie sich der Kammermusik, wobei sie im Duo, wie mit der Pianistin Andrea Wiesli, und mit dem Kammermusikensemble Trio Fontane auftritt. Neben ihrer Konzerttätigkeit studiert sie inzwischen Musikpädagogik in Salzburg.
2005 unternahm Grüebler gemeinsam mit Andrea Wiesli eine Konzertreise durch Peru, wo das Duo unter anderem einen Auftritt beim Kammermusikfestival in Lima hatte. Seitdem gab sie gemeinsam mit Wiesli für die Schweizer Stiftung Sozialwerke Paz Peru mehrere Benefizkonzerte. 2006 trat sie als Solistin beim Budapester Frühlingsfestival auf, wo sie zwei Sonaten für Violine und Klavier von Wolfgang Amadeus Mozart sowie das Trio in Es-Dur von Franz Schubert spielte, sowie bei den Schweizer Musikfestwochen. Im gleichen Jahr wurde sie gemeinsam mit Bernd Leichtfried (Piano) als Musikerduo für das Musical I Love You, You’re Perfect, Now Change von Jimmy Roberts unter der Regie von Benedict Freitag engagiert. Im März 2008 gastierte sie mit dem Symphonischen Orchester Zürich unter der Leitung von Christoph Escher mit dem 3. Violinkonzert h-Moll, op. 61 von Camille Saint-Saëns in der Tonhalle Zürich.
Im April 2010 gab sie in der Evangelisch-reformierten Kirche in Uster, die durch ihre Konzertreihen und ihr Orgelfestival überregional bekannt ist, gemeinsam mit dem dortigen Kirchenorganisten Stefan Schättin (Orgel) und ihrer Schwester Cécile Grüebler (Violoncello) ein Konzert mit Werken von Johann Sebastian Bach, Ernest Bloch, Gustav Adolf Merkel und Josef Gabriel Rheinberger. Beim Internationalen Bodenseefestival 2010 spielte sie mit dem Trio Fontane Werke von Clara Schumann, Robert Schumann und Heinrich von Herzogenberg. Im Juni 2010 begleitete sie als Violinistin den Schauspieler und Sprecher Klaus Henner Russius bei der Aufführung des Stücks Die Kreutzersonate von Leo N. Tolstoi in der kulturschiene in Herrliberg-Feldmeilen.
Noëlle Grüebler lebt im nahe bei Zürich gelegenen Dorf Aathal.

## Auszeichnungen (Auswahl)
Grüebler erhielt mehrere Preise und Auszeichnungen, wie unter anderem:
- 1992: Internationaler Jugendwettbewerb Stresa
- 1996: Schweizerischer Jugendmusikwettbewerb
- 2003, 2004: Prize of the City of Piran
- 2004: Förderpreis Orpheus-Konzerte (zusammen mit Alexander Ruef, Klavier, als Duo)
- 2004: Renata Molinari-Competition Gstaad 2004 (zusammen mit dem Trio Fontane)
- 2007: Migros – Kammermusikwettbewerb; Anerkennungspreis als bestes Klaviertrio (zusammen mit dem Trio Fontane)